# Seiskjæret (Averøy)

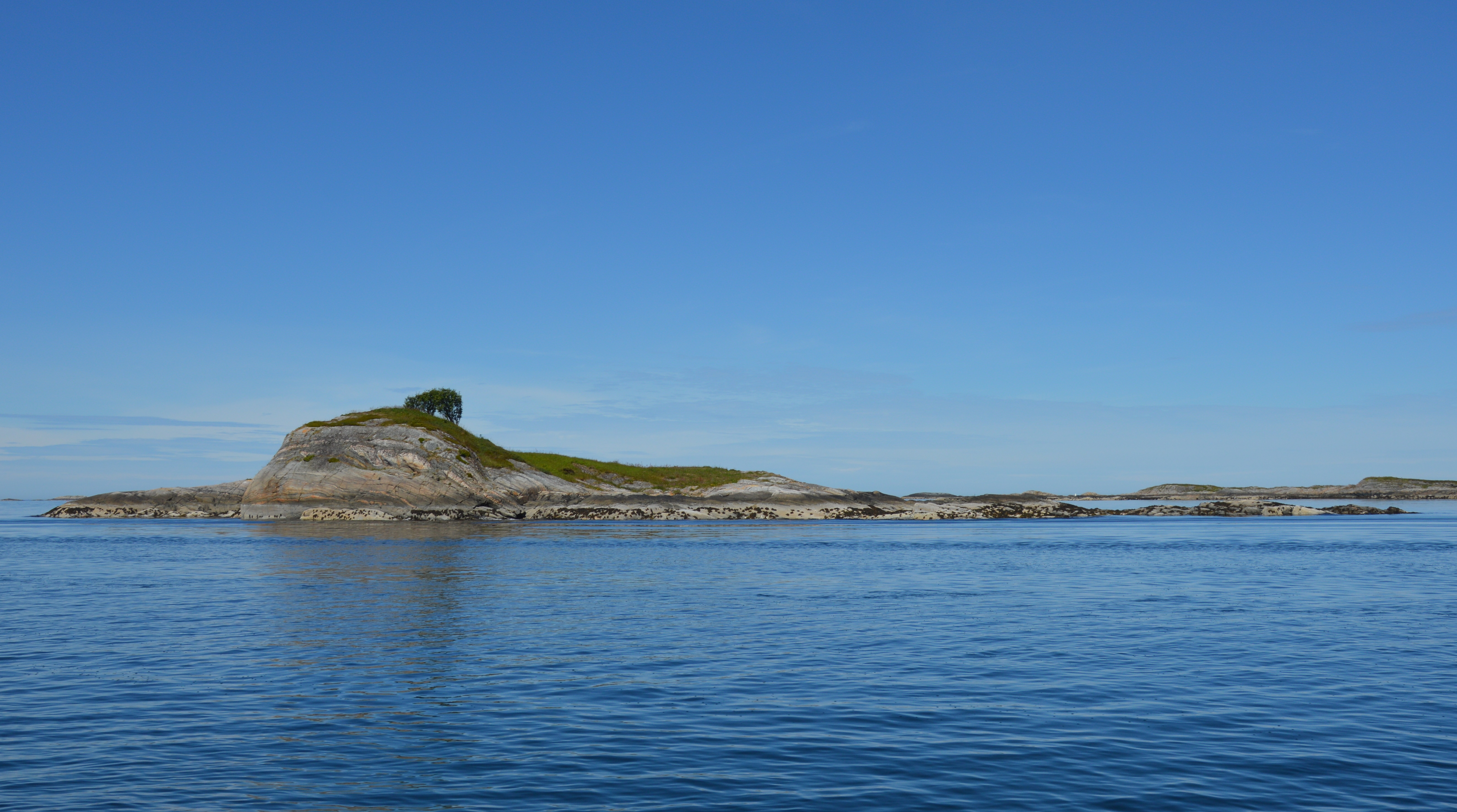
Seiskjæret, Blick aus südöstlicher Richtung

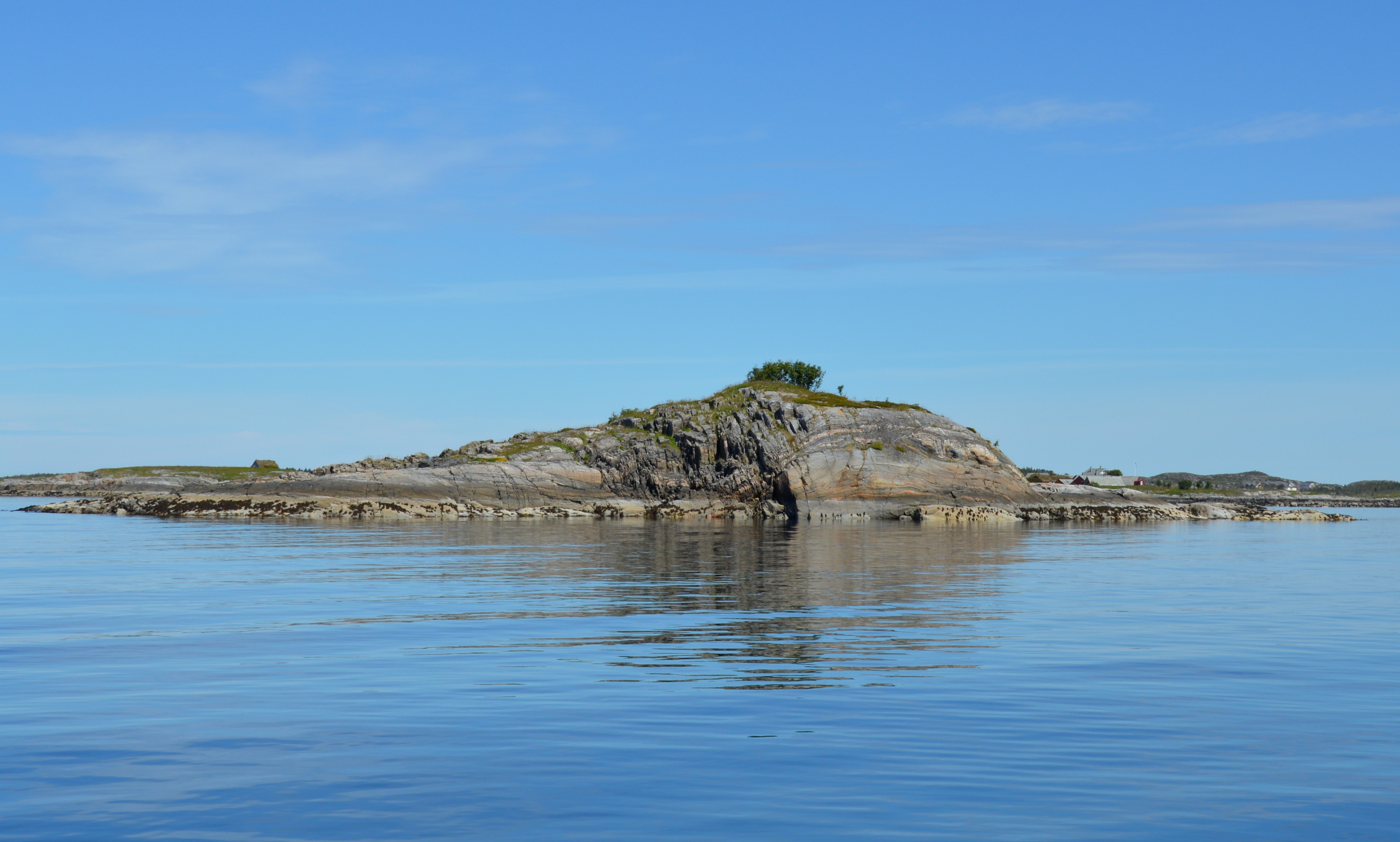
Blick von Südwesten

Seiskjæret ist eine Schäreninsel an der norwegischen Küste des Europäischen Nordmeers und gehört zur Gemeinde Averøy in der Provinz Møre og Romsdal. 
Sie liegt am Ausgang des Lauvøyfjords, östlich der Insel Geitøya und südlich von Lamholmen. In West-Ost-Richtung erstreckt sich die unbewohnte, felsige, nur spärlich bewachsene Insel über etwa 80 Meter bei einer Breite von bis zu etwa 60 Metern. Markant ist der an der Südseite sich steil erhebende, auf seiner Nordflanke von einer kleinen Baumgruppe bestandene Felsen.